# Jarrett Parker
Ne pas confondre avec Jarrod Parker .
Jarrett Paul Parker (né le 1er janvier 1989 à Fort Belvoir, Virginie, États-Unis) est un joueur de champ extérieur de la Ligue majeure de baseball.

## Carrière
Joueur des Cavaliers de l'université de Virginie , Jarrett Parker est repêché au 2e tour de sélection par les Giants de San Francisco en 2010.
Il fait ses débuts dans le baseball majeur avec les Giants le 13 juin 2015 face aux Diamondbacks de l'Arizona. Il réussit son premier coup sûr le 14 juin contre le lanceur des Diamondbacks Rubby De La Rosa et son premier coup de circuit le 15 septembre suivant aux dépens du lanceur Ryan Mattheus des Reds de Cincinnati. Il impressionne à son premier passage dans les majeures avec 6 coups de circuit, 14 points produits, une moyenne au bâton de ,347 et une moyenne de puissance de ,755 en 21 matchs. Il affiche aussi lors de ces rencontres une moyenne de présence sur les buts de ,407.